# Buster Keaton
Joseph Buster Keaton (Piqua, 4. listopada 1895. - Woodland Hills, 1. veljače 1966.),  profesionalno poznat kao Buster Keaton, bio je američki filmski glumac, filmski redatelj, komičar, producent, scenaristi i kaskader.  Kritičar Roger Ebert, pisao je o Keatonovom "izvanrednom razdoblju od 1920. do 1929. godine", kada je "bez prekida" radio na nizu filmova koji ga čine "najvećim glumcem-redateljem u povijesti filma".  Karijera mu je nakon toga propala gubitkom umjetničke neovisnosti kada je potpisao ugovor s Metro-Goldwyn-Mayerom, supruga se razvela od njega, a on se prepustio alkoholizmu. Oporavio se 1920-ih godina, ponovo se oženio i oživio karijeru cijenjenog komičnog izvođača, stekavši nagradu Honorary Academy Award, 1959. godine.
Bio je popularan komičar u vrijeme nijemog filma. Glumio je čovjeka čija melankolična, turobna i "ledena" fizionomija proturiječi dinamici industrijske civilizacije. Zaštitni znak mu je bila fizička komedija s konzistentnim, stoičkim, bezizraznim licem, što mu je priskrbilo nadimak Veliko kameno lice ("The Great Stone Face").
Glumac koji se "nikada ne smije", "najšutljivija pojava nijemog filma", u svojim je interpretacijama kritičar svojih suvremenika. Mnogi Keatonovi filmovi iz 1920-ih i dalje su vrlo cijenjeni, kao što su Sherlock Jr. (1924.), General (1927.) i Kamerman (1928.), pri čemu se General smatra njegovim remek djelom.  Među najvećim njegovim obožavateljima bio je Orson Welles koji je izjavio kako je General najveće filmsko postignuće u komediji, a možda i najbolji film koji je ikad snimljen.   Unatoč neuspjehu u zvučnom filmu, smatra se najvećim komičarom poslije Chaplina. Entertainment Weekly ga je proglasio sedmim najvećim filmskim redateljem svih vremena.   Američki filmski institut ga je 1999. uvrstio na 21. mjesto ljestvice najvećih glumaca klasičnog hollywoodskog filma.
Umro je od raka pluća u svojoj kući na predgrađu Woodland Hills.

Filmovi: 
- "Naše gostoprimstvo"
- "Navigator"
- "General"
- "Kamerman"
- "Bulevar sumraka"
- "Svjetla pozornice"

## Karijera

### Rani život u vodvilju
Keaton je rođen u vodviljskoj obitelji u Piquau, Kansasu  gdje je bila njegova majka, Myra Keaton, u trenutku kad je dobila trudove. Dobio je ime “Joseph” kako bi nastavio tradiciju s očeve strane (bio je šesti po redu koji nosi ime Joseph Keaton). Ime “Frank” je dobio po djedu svoje majke, koji nije odobravao brak Keatonova oca i majke. Kasnije je Keaton promijenio srednje ime u “Francis”.  Otac mu je bio Joseph Hallie “Joe” Keaton koji je zajedno s Harryjem Houdinijem bio vlasnik putujućeg showa Mohawk Indian Medicine Company ili Keaton Houdini Medicine Show Company koji je nastupao na pozornicama i prodavao vlastite lijekove.
Prema priči koja se često ponavlja i koja može biti apokrifna, Keaton je nadimak “Buster” stekao u dobi od 18 mjeseci. Obiteljski prijatelj, glumac George Pardey, bio je prisutan jednog dana kada je mladi Keaton sišao niz dugačke stepenice bez ozljede. Nakon što je novorođenče sjelo, uznemiren njegovim skustvom Pardey je izjavio: “He’s a regular buster”. Nakon toga, Keatonov otac je nastavio koristiti nadimak “Buster” kad bi mu se obraćao. Keaton je nekoliko puta pričao tu priču, uključujući u intervjuu za CBC’s Telescope 1964. godine. U njegovom prepričavanju, imao je šest mjeseci kada mu je Harry Houdini nadjenuo nadimak.
U dobi od tri godine, Keaton započinje nastupati sa svojim roditeljima u The Three Keatons. Prvi put se pojavljuje na pozornici 1899. godine u Wilmingtonu, Delawareu. Predstava je uglavnom bila komedija. Dok je Myra svirala saksofon Joe i Buster su nastupali na pozornici. U predstavi, mladi Keaton bi izazivao oca tako što bi bio neposlušan, a stariji Keaton bi ga, kao odgovor na njegovo ponašanje, bacio u kulise, orkestar ili u publiku. Ručka za kovčeg je bila ušivena za Keatonovu odjeću kako bi pomogla njegovu ocu prilikom bacanja. Predstava se s vremenom razvijala u skladu s trikovima koje bi mladi Keaton uspijevao naučiti, vrlo je rijetko bio ozlijeđen. Ovakva vrsta komedije dovela je do brojnih optužbi za zlostavljanje djece, a kasnije i do uhićenja. Međutim, Buster je vlastima uvijek mogao pokazati kako nema modrice ni ozljede. Na kraju je prozvan dječakom koji se ne može ozlijediti (engl. The little boy who can’t be damaged) dok je cjelokupna predstava proglašena najgrubljom predstavom koja je ikad postojala. Desetljećima kasnije, Keaton je izjavio da ga otac nikad nije ozlijedio, te da su padovi i fizička komedija stvar ispravne tehničke izvedbe predstave. Za Detroit News 1914. godine, Keaton je izjavio: “Tajna slijetanja i zaustavljanje pada nogom ili rukom je čisto talent. Započeo sam vrlo mlad pa je slijetanje za mene druga prirodna stvar. Nekoliko puta bih bio mrtav da se nisam uspješno dočekao kao mačka. Oponašanja naših činova traju kratko jer glumci ne mogu podnijeti padove.”
Keaton tvrdi kako se toliko zabavljao da bi se nekad počeo smijati dok ga je otac bacao preko pozornice. No primjetio je kako je to potaklo nekoliko ljudi iz publike na smijeh. Tada je odlučio prihvatiti svoj poznati mrtvački izraz lica kad god je radio.
Predstava je imala problema zbog zakona koji zabranjuju djecu kao izvođače u vodvilju. Prema jednom biografu, Keaton je morao ići u školu dok je nastupao u New Yorku, ali je pohađao samo jedan dio nastave. Unatoč problemima sa zakonom i katastrofalnoj turneji po glazbenim dvoranama Velike Britanije, Keaton je postao kazališna zvijezda u usponu. Keaton je izjavio da je kasno naučio čitati i pisati, a podučavala ga je njegova majka. U vrijeme kada je Keaton navršio 21 godinu, očev alkoholizam počeo je prijetiti reputaciji obiteljske predstave, stoga su Keaton i njegova majka napustili New York gdje je Keatonova karijera prešla s vodvilja na film.
Keaton je služio u American Expeditionary Forces u Francuskoj, zajedno s 40. pješadijskom divizijom vojske Ujedinjenih naroda, tijekom Prvog svjetskog rata. Njegova postrojba je ostala netaknuta i nije se razdvajala kako bi se napravile zamjene drugim postrojbama kao što se to dogodilo postrojbama koje su kasnije stigle. Tijekom boravka u vojsci pretrpio je tešku infekciju uha koja mu je trajno oštetila sluh.

### Film

#### Era nijemog filma
U veljači 1917. godine, Keaton se susreo s Roscoem “Fatty” Arbuckleom u Talmadge Studiju u New Yorku gdje je Arbuckle bio pod ugovorom u službi Josepha M. Schencka. Joe Keaton nije odobravao filmove, a Buster je također bio rezerviran kad je riječ o tom mediju. Tijekom prvog susreta s Arbuckleom od Keatona se tražilo da skoči i počne glumiti. Buster je bio jako prirodan dok je snimao svoj prvi film “The Butcher Boy” i bio je angažiran na licu mjesta. Na kraju radnog dana zamolio je da posudi jednu od kamera kako bi dobio dojam o tome kako funkcioniraju. Uzeo je jednu od kamera u svoju hotelsku sobu gdje ju je do jutra rastavio i sastavio.  Od 1920. godine, pojavio se u ukupno 14 Arbuckleovih kratkih filmova. Filmovi su bili popularni, a nasuprot kasnijoj Keatonovoj reputaciji “velikog kamenog lica”, u ovim filmovima se često smijao. Keaton i Arbuckle su postali bliski prijatelji, a Keaton je bio jedan od rijetkih, zajedno s Charlie Chaplinom, koji je branio Arbucklea tijekom optužbi za smrt glumice Virginije Rappe. (Arbuckle je naposljetku oslobođen uz izvinjenje porote zbog problema koje je pretrpio. Općenito je prihvaćeno da je Arbuckle bio žrtva pokušaja iznude i pretjerane reakcije okružnog tužitelja s političkim ambicijama.)
Godine 1920. prikazan je film, “The Saphead”, u kojem je Keaton imao svoju prvu glavnu ulogu u dugometražnom filmu. Film se temelji na uspješnoj predstavi “The New Hanrietta”, koja je već jednom bila pretvorena u film čiji glavni glumac je bio Douglas Fairbanks. S obzirom na to da je film trebao biti komedija, upravo je Fairbanks predložio da Keaton preuzme glavnu ulogu u novoj verziji filma.
Nakon Keatonovog uspješnog rada s Arbuckleom, Schenck mu je dao vlastitu produkcijsku jedinicu “Buster Keaton Productions”. Napravio je niz komedija s dvije role, uključujući “One Week” (1920.), “The Playhouse” (1921.), “Cops” (1922.) i “The Eletric House” (1922.). Nakon toga, Keaton je prešao na snimanje dugometražnih filmova.
Pojedini od Kreatonovih scenarista bil su Clydea Bruckman, Joseph Mitchell i Jean Havez. No najgenijalnija djela su uvjerljivo bila ona koja je Keaton sam pisao. Redatelj komedije, Leo McCarey, sjećajući se dana iz vremena snimanja urnebesnih komedija, rekao je: “Svi smo pokušavali ukasti jedan drugome pošalice. Ali s Keatonom nismo imali sreće jer je sam smislio svoje i nismo ih mogli prisvojiti”. Njegove avanturističke ideje zahtijevale su opasne akrobacije, koje je izvodio sam Keaton uz velik rizik. Za vrijeme izvođenja scene koja je uključivala željeznicu i spremnik vode u filmu “Sherlock Jr.”, Keaton je slomio vrat kada je na njega pala bujica vode s vodenog tornja, no to je shvatio tek nakon nekoliko godina. Nadalje, scena iz filma “Steamboatb Bill, Jr.” zahtijevala je od Keatona da mirno stoji na jednom mjestu. Scena je obuhvaćala rušenje pročelja zgrade na Keatona koji ostaje u potpunosti netaknut zbog jednog otvorenog prozora. Scena je zahtijevala iznimnu preciznost jer je težina pročelja iznosila dvije tone, a prozor je pružao samo nekoliko centimetara razmaka oko Keatonovog tijela. Upravo ta scena je jedna od najupečatljivijih scena koje je Keaton ikad izveo.
Osim “Steamboat Bill, Jr.” (1928.), Keatonovi dugometražni filmovi su: “Naše gostoprimstvo” (1923.), “Navigator” (1924.), “Sherlock Jr.” (1924.), “Sedam prilika” (1925.), “Kamerman” (1928.) i “General” (1926.). Film “General” odvijao se u vrijeme američkog građanskog rata, a kombinirao je fizičku komediju s Keatonovom ljubavlju prema vlakovima, što se vidi iz scene koja uključuje epsku potjeru vlaka. Upotrebljavajući slikovite lokacije, film je prikazao stvarne ratne događaje. Iako se očekivalo da će “General” postati Keatonovo najveće postignuće, film je ostvario miješane kritike.  Neki filmski kritičari su očekivali da će film biti lagana komedija, no bio im je previše dramatičan. Brojni recenzenti su doveli u pitanje Keatonovu prosudbu o snimanju komedije o Građanskom ratu, iako su primjetili da ima “ponešto smiješnih scena”.
Bila je to skupa investicija pa Keaton više nikad nije imao potpunu kontrolu nad svojim filmovima. Keatonov distributer filmova United Artists inzistirao je na menadžeru produkcije kako bi nadgledao troškove i ostale elemente u procesu izrade njegovih filmova. Keaton je ovakav način rada izdržao naredna dva dugometražna filma, a nakon toga je dobio posao u najvećem holivudskom studiju, Metro-Goldwyn-Mayeru (MGM). Keatonov gubitak neovisnosti kao filmaša, poklopio se s pojavom zvučnog filma (iako je bio zainteresiran za tu promjenu) i s nagomilavanjem osobnih problema, što je rezultiralo slabljenjem njegove karijere u ranoj eri zvučnog filma.

#### Era zvučnog filma
Godine 1928., Keaton je potpisao ugovor s Metro-Goldwyn-Mayerom. Upravo tu odluku će kasnije nazvati najgorom poslovnom odlukom u svom životu. Prekasno je shvatio da će studijski sustav MGM-a ograničiti njegov kreativni doprinos. Primjerice, studio je odbio njegov zahtjev da mu radni projekt “Spite Marriage” bude zvučni film. A nakon što je studio popustio da to ipak bude zvučni film, Keaton je bio dužan držati se scenarija odnosno napisanog dijaloga. Međutim, MGM je Keatonu dozvolio djelomično sudjelovanje u njegovom posljednjem originalno razvijenom i napisanom nijemom filmu “Snimatelj” iz 1928. godine. Film je ujedno bio i prvi projekt razvijen pod ugovorom s MGM-om, ali službeni redatelj filma bio je Edward Sedgwick. 
MGM je želio zaštiti svoju investiciju, stoga je Keaton bio prisiljen koristiti kaskadere za vrijeme nekih opasnih scena, što nikad nije napravio u svojoj karijeri. “Kaskaderima se publika ne smije”, izjavio je Keaton. Neki od njegovih financijski najuspješnijih filmova, stvoreni su upravo u ovom periodu. MGM je pokušao udružiti lakonskog Keatona s bučnim Jimmyjem Duranteom u nizu filmova; “The Passionate Plumber”, “Speak easily”, “What! No Beer?”. Filmovi su se pokazali popularnima. Trideset godina kasnije, Keaton i Durante su imali uloge u filmu “It’s Mad Mad Mad Mad World”, ali u različitim scenama.  
U procesu stvaranja prvog Keatonovog zvučnog filma, on i glumci snimili bi svaku scenu tri puta: na engleskom, španjolskom i francuskom ili na njemačkom jeziku. Glumci bi memorirali nekoliko redaka scenarija na stranom jeziku, te odmah nakon toga snimali. Upravo o tome se raspravlja u TCM-ovom dokumentarcu “Buster Keaton: So Funny it Hurt”, pri čemu se Keaton požalio kako mora snimati loše filmove ne jednom, već tri puta. 
Keaton je bio toliko nemotiviran tijekom izrade filma “What! No Beer?”, da ga je MGM otpustio nakon završetka snimanja filma, unatoč tome što je film bio veliki hit. Godine 1934. Keaton je prihvatio ponudu za izradu neovisnog filma u Parizu pod nazivom “Le Roi des Champs-Élysées”. Tijekom ovog razdoblja, Keaton je snimio još jedan film u Engleskoj pod nazivom “The Invader”. Film je objavljen u SAD-u pod nazivom “An old Spanish Custom” 1936. godine.

#### Educational Pictures
Nakon Keatonova povratka u Hollywood 1934. godine, vratio se na ekrane s komedijama na dvije role snimljenima za Educational Pictures. Većina od tih 16 filmova su vizualne komedije, a mnoge smiješne scene stvorio je sam Keaton reciklirajući ideje iz svog obiteljskog vodviljskog nastupa te iz ranijih filmova. Vrhuncom ove serije filmova se smatra “Grand Slam Opera” (1936.), film u kojem je Keaton po vlastitom scenariju sat vremena glumio natjecatelja amatera.

#### Pisanje smiješnih scena (gegova)
Nestankom “Educational series” 1937. godine, Keaton se vraća u MGM kao pisac smiješnih scena tj. gegova. Stvorio je materijal za posljednja tri filma braće Marx: “At the Circus” (1939.), “Go West” (1940.) i “The Big Store” (1941.). Filmovi nisu bili toliko uspješni kao prethodni filmovi braće Marx nastali u studiju MGM, ali Keatonovi vizualni gegovi su bili uspješni. 

#### Columbia Pictures
Godine 1939. Columbia Pictures zapošljava Keatona da glumi u deset komedija. Serija je trajala dvije godine, te je ujedno i posljednja humoristična serija u kojoj glumi. Redatelj serije je bio Jules White koji je stavljao naglasak na šamaranje i farsu, a upravo to je učinilo većinu ovih filmova vrlo sličnima Whiteovom filmu “Tree Stooges”. Osobni favorit Keatona bio je “Pest from the West”, kraća i čvršća prerada njegova filma iz 1934. godine “The Invader”, koji je režirao Del Lord, Mack Sennett režiser veteran. Gledatelji i prikazivači filmova su bili oduševljeni Keatonovim komedijama za Columbia Pictures, što je bio dokaz kako Keaton nije izgubio svoj talent. Međutim, inzistiranje redatelja White-a na tupim i nasilnim scenama rezultiralo je time da su ove kratke komedije bile jedne od najnekreativnijih Keatonovih komedija. Posljednji film iz serije bio je “She’s Oil Mine” (1941.), prerada Keatonova filma iz 1932. godine “The Passionate Plumber”. Columbia Pictures i White su željeli potpisati nastavak suradnje s Keatonom u stvaranju kratkih komedija, no on je to odbio i odlučio da više nikad neće “napraviti još jedan bijedan projekt”.

#### 1940-e i igrani filmovi
Keatonov privatan život se stabilizirao 1940-ih kada je sklopio brak s Eleanorom Norris, plesačicom MGM-a. Nakon toga je odlučio napustiti Columbia Pictures i posvetiti se polju manje zahtjevnih dugometražnih filmova. Nastavljajući svoj posao pisca u MGM-u i savjetujući Lucille Ball, pružio je materijal za stvaranje filma “Red Skelton”.  
Keaton je prihvaćao različite glumačke uloge. Svoju posljednju glavnu ulogu odigrao je u filmu “El Moderno Barba Azul” u Meksiku 1946. godine. Film je bio niskobudžetan, a u SAD-u je prikazan na VHS-u tek 1980-ih godina pod nazivom “Boom in the Moon”.
Kritičari su Keatona ponovo otkrili 1949. godine, a producenti su ga povremeno angažirali za veća, prestižna djela. Radio je na filmovima kao što su “Good Old Summertime” (1949.), “Bulevar sumraka” (1950.), te “Around the World in 80 Days” (1956.). U filmu “Good Old Summertime”, Keaton je režirao izvedbe glumaca Judy Garland i Van Johnsona u zajedničkoj sceni gdje su na ulici naletjeli jedno na drugo. Keaton je izradio dijelove komedije gdje se Johnson neprestano pokušava ispričati Garland, ali sve to na kraju završi njezinom razbarušenom kosom i rasparanom haljinom. 
Keaton se također pojavljuje i u Charlie Chaplinovoj komediji “Svjetla pozornice” o dvojici nesposobnih glazbenika nastaloj 1952. godine, sjećajući se filma “The Playhouse”. Uz “Seeing Stars”, filma niskog publiciteta iz 1922. godine, to su bila jedina dva puta da su se Keaton i Charlie Chaplin zajedno pojavili u filmu. 

### Televizija i povratak Keatona
Godine 1949., komičar Ed Wynn pozvao je Keatona da gostuje u njegovoj emisiji o komedijama “The Ed Wynn Show” na CBS-u koja se emitirala uživo na Zapadnoj obali. FIlmske snimke emitiranja tog televizijskog programa su napravljene za distribuciju programa u druge dijelove zemlje jer sve do 1951. godine nije postojao transkontinentalni koaksijalni kabel. Keaton je ostavio tako snažan dojam da mu je 1950. godine lokalna televizijska postaja u Los Angelesu ponudila vlastitu emisiju koja se također emitirala u živo. 
“Life with Buster Keaton” (1951.) bio je pokušaj rekreiranja prve serije o filmu, a emitirana je u cijeloj zemlji. U seriji su glumili brojni glumci kao što su Marcia Mae Jones, Iris Adrian, Dick Wessel, Fuzzy Knight, Dub Taylor, Philip Van Zand, te brojni Keatonove kolege iz ere nijemog filma: Harold Goodwin, Hank Mann, Harvey Parry. Također, u seriji se pojavljuje i Keatonova supruga Eleanor. Kazališni igrani film “The Misadventures od Buster Keaton” nastao je iz spomenute serije “Life with Buster Keaton”. Keaton je izjavio kako je upravo on obustavio snimanje serije jer nije mogao stvarati dovoljno novog materijala za serije na tjednoj bazi. 
Keatonovi televizijski periodični nastupi iz 1950-ih i 1960-ih godina su uvelike pomogli oživjeti interes za njegove nijeme filmove. Keaton se pojavio u televizijskoj emisiji “Faye Emerson’s Wonderful Town”. Kad god je neka televizijska emisija željela simulirati komediju nijemog filma pozvali bi Keatona. Upravo tako je sudjelovao u brojnim uspješnim TV emisijama kao što su; “The Ken Murray Show”, “You Asked for It”, “The Garry Moore Show”, “The Ed Sullivan Show”. U svojim pedesetim godinama, Keaton se vratio svojim starim navikama, odnosno, opet je započeo s glumom. Garry Moore se prisjetio razgovora s Keatonom gdje ga je upitao kako je podnio sve te padove, a on je otvorio jaknu i pokazao brojne modrice. Moore je također izjavio da je to trenutak kada je shvatio kako Keaton to radi: morao je biti toliko predan stvaranju filmova da ga nije bilo briga za bol. 

### Oživljavanje nijemog filma
Godine 1954. Buster i Eleanor Keaton upoznaju Raymonda Rohauera s kojim su razvili poslovno partnerstvo koje uključuje ponovo izdavanje njegovih filmova. Glumac James Mason kupio je Keatonovu kuću gdje je pronašao brojne filmove, među kojima je bio i Keatonov davno izgubljen film “The Boat”. Keaton je posjedovao kopije filmova kao što su; “Three Ages”, “Sherlock Jr.”, Steamboat Bill, Jr.”, “College”, “The Boat”, “My Wife’s Relations”. Upravo te filmove su Keaton i Rohauer tada prenijeli na celulozno-acetatni film zbog propadanja nitratnog filma.
Dana 3. travnja 1957. godine Keatona je iznenadio Ralph Edwards u svojoj tjednoj NBC emisiji  “This Is Your Life”. Program je promovirao objavljivanje biografskog filma “The Buster Keaton Story” zajedno s Donaldom O’Connorom. U prosincu 1958. godine, Keaton je bio gostujuća zvijezda ABC-a u emisiji “The Donna Reed Show” u epizodi pod nazivom “A Very Much Christmas”. U programu se opet pojavio 1965. godine u epizodi “Now You See It, Now You Don’t”. U kolovozu 1960. godine, Keaton je glumio ‘Kralja Sextimusa Nijemog" na Broadwayu u mjuziklu “Once Upon A Mattress”. Godine 1960. vratio se u MGM posljednji put gdje je glumio krotitelja lavova u adaptaciji Mark Twainovih Pustolovinama Huckleberryja Finna. Velik dio filma snimljen je na rijeci Sacramento, čija se veličina udvostručila za potrebe ekranizacije Twainove knjige. Godine 1961. Keaton je glumio u “Zoni sumraka” u epizodi “Once Upon a Time” koja je uključivala nijeme i zvučne dijelove. Na televizijskom pilot projektu “Medicine Man”, Keaton je radio s komičarom Erniem Kovacsom snimajući scene od 12. siječnja 1962. godine pa do dana prije nego što je umro. “Medicine Man” je dovršen, ali nikad nije emitiran.
Također, Keaton je pronašao stalan posao kao glumac u TV reklamama, uključujući niz nijemih reklama za pivo Simon Pure Beer, napravljenih 1962. godine od strane Jim Mohra u Buffalu u New Yorku, u kojima je Keaton ponovio neke scene iz svojih nijemih filmova.
U međuvremenu, nastavila se Keatonova karijera na velikim ekranima. Igrao je ulogu Jimmyija, koji se pojavljuje na kraju filma “It’s a Mad, Mad, Mad, Mad World” (1963.). U filmu, Jimmy pomaže liku Spencera Tracyja, Kapetanu C. G. Culpepperu, pripremajući njegov čamac za bijeg. Ponovno snimljen film iz 2013. godine, sadrži scenu gdje Jimmy i Culpeper razgovaraju telefonom. Otkrivene su audiosnimke spomenute scene koje su kasnije kombinirane s fotografijama, kako bi se ponovo stvorila ta scena.
Keaton je glumio u četiri filma za American International Pictures: “Pajama Party” (1964.), “Beach Blanket Bingo” (1965.), “How to Stuff a Wild Bikini”, “Sergeant Deadhead”. Redatelj William Asher se prisjetio:
Oduvijek sam volio Bustera Keatona… Imao bi izvrsne ideje. Rekao bi: “Što kažete na ovo?”, i to bi bile predivne, inovativne stvari. 
Godine 1965. Keaton je glumio u kratkom filmu “The Railrodder” za National Film Board of Canada. Putovao je s jednog kraja Kanade na drugi, malim automobilom, noseći tradicionalnu kapu i izvodeći brojne smiješne anegdote kao što je izvodio u filmovima koje je snimio prije 50 godina. S druge strane, film “The Railrodder” poznat je još po tome što je to bio posljednji nijemi film koji je Keaton snimio. Igrao je glavnu ulogu u filmu “Samuel Beckett Film” (1965.) u režiji Alana Schneidera. Također, 1965. godine Keaton je otputovao u Italiju gdje je glumio u filmu “Due Marines e un Generale”, zajedno s Francom Franchijem i Cicciom Ingrassiaom. 
Keaton se 1965. godine pojavljuje u CBS-ovom televizijskom specijalu “A Salute to Stan Laurel”. Emisija je bila namijenjena odavanju počasti komičaru koji je umro ranije te godine. On je ujedno bio i Keatonov prijatelj. 
Keatonov posljednji komercijalni film bio je “A Funny Thing Happened on the Way to the Forum” iz 1966. godine. Film se snimao od rujna do listopada 1965. godine u Španjolskoj. Keaton je očarao glumačku ekipu izvodeći svoje vratolomije iako je Thames Television izjavila kako je Keaton zbog lošeg zdravlja bio prisiljen koristiti dvojnika u nekim scenama. Ubrzo nakon završetka snimanja filma, Keaton je umro.

## Stil i teme

### Upotreba parodije
Keaton je započeo eksperimentirati s parodijom tijekom svojih vodviljskih godina kada su njegovi nastupi uključivali dijelove izvedbi ostalih izvođača. Većina tih parodija su parodirale djela s čijim izvođačima je Keaton dijelio profit. Nakon što je Keaton svoje iskustvo prenio iz vodvilja u film, u mnogim je filmovima parodirao melodrame. Njegove ostale omiljene teme za parodije bili su filmski zapleti, filmske strukture i izražajna sredstva.
Jedna od njegovih upečatljivijih parodija bila je “The Frozen North” (1922.), satira na western melodrame “Hell’s Hingers” (1916.) i “The Narrow Trail” (1917.), autora Williama S. Harta. Keaton je napravio parodiju o transformaciji iz lošeg u dobrog momka kroz koju je prošao Hartov lik koji je poznat kao “the good badman”. Lik iz Keatonove parodije nosi verziju Hartova šešira iz španjolsko-američkog rata i na svakom bedru ima revolver sa šest metaka. Tijekom prizora u kojem puca u susjedu i njezinog muža, pušta guste suze glicerina, zaštitni Hartov znak. Publika je 1920-ih godina prepoznala ovu parodiju smatrajući kako je urnebesno smiješna. No Harta nisu zabavljale Keatonove budalaštine, posebice scena plakanja. Nakon što je pogledao film nije razgovarao s Keatonom dvije godine. Uvodne scene filma “The Frozen North”, daju mu ismijavajuće ozbiljan ton, a preuzete su iz filma “The Shooting of Dan McGrew” autora Roberta W. Servicea. 
U filmu “The Playhouse” (1921.), Keaton je parodirao svog suvremenika Thomasa H. Incea, Hartova producenta koji je volio isticati prevelike zasluge u svojim filmskim produkcijama. Također, prikazana je snimka majmuna glumca (majmun se zvao Petar Veliki).  Film “Three Ages” (1923.), Keatonov prvi dugometražni film, parodija je na D. W. Griffithov film “Netolerancija” (1916.), od kojega preuzima ispreplitanje triju priča.  “Three Ages” također parodira priče iz Biblije, poput one sa Samsonom i Danielom. Film je režirao Keaton zajedno s Edwardom F. Clineom.

### Govor tijela
Filmski kritičar David Thomson opisao je Keatonov stil komedije: “Buster je očito čovjek koji nije sklon vjerovanju u ništa osim matematike i apsurda... poput broja koji uvijek traži pravu jednadžbu. Pogledajte njegovo lice – i lijepo, ali i neljudsko poput leptira – vidi se krajnji neuspjeh u identificiranju osjećaja.” Gilberto Perez komentirao je: “Keaton je genij kao glumac jer uspijeva održati mrtav izraz lica, ali suptilnim znakovima ipak uspijeva izraziti unutarnji život. Njegove velike, duboke oči su njegovo najrječitije obilježje; samo pogledom može prenijeti širok raspon emocija, od čežnje do nepovjerenja, od zbunjenosti do tuge.” Kritičar Anthony Lane, također je komentirao Keatonov govor tijela: 
“Tradicionalno Busterovo držanje zahtijeva da ostane uspravan, ravne kralježnice, gledajući naprijed... (General) penje se na krov svoje lokomotive, lagano se naginjući naprijed da pregleda teren, s povjetarcem u kosi i avanturom koje ide prema njemu u idućem zavoju. To je njegov položaj tijela kojeg se sjećate: lik savršeno ravan, ali nagnut naprijed, poput duha ekstaze na haubi Rolls-Roycea (u “The Three Ages”)... vozi nekvalitetni automobil preko izbočine na cesti, a auto se samo raspadne ispod njega. Ponovo pogledajte film i vidjet ćete Bustera kako ostaje potpuno miran u toj sceni držeći se za volan dok se auto ispod njega pretvara u olupinu.“
Filmski povjesničar Jeffrey Vance napisao je:
“ Komedija Bustera Keatona ostaje duhovita, ne samo jer je imao lice koje pripada planini Rushmore, ujedno sablasno nepomično i klasično američko, već zato što je to lice vezano za jednog od najdarovitijih glumaca i redatelja koji su ikad krasili televizijske ekrane. Nastala iz turbulentnog odrastanja na pozornici vodvilja, Keatonova komedija je vrtlog urnebesnih, tehnički preciznih i vješto izvedenih smiješnih scena čija je pozadina često vizualno fascinantna.”

## Osobni život
Keaton se 31. svibnja 1921. godine oženio s Natalie Talmadge, sestrom glumice Norme Talmadge i Constance Talmadge. Natalie je glumila s njim u filmu “Naše gostoprimstvo”. Par je imao dva sina, Josepha zvanog James (2. lipnja 1922. – 14. veljače 2007.) i Roberta (3. veljače 1924. – 19. srpnja 2009.). Kasnije su obojica uzeli prezime Talmadge.
Nakon Robertova rođenja veza Keatona i Talmadge je počela patiti. Talmadge je odlučila ne imati više djece što je dovelo do toga da par spava u odvojenim spavaćim sobama. Jedan od faktora raspada njihova braka bila je i njezina financijska ekstravagancija jer je trošila do trećine njegove plaće na odjeću. Keaton je hodao s glumicom Dorothy Sebastian početkom 1920-ih, te s Kathleen Key početkom 1930-ih godina. Nakon nekoliko pokušaja pomirenja, Talmadge se razvela od njega 1932. godine uzevši mu čitavo bogatstvo i odbivši dopustiti bilo kakav kontakt između njega i sinova. Deset godina kasnije, kada je njegov stariji sin navršio 18 godina, Keaton se ponovo susreo sa svojim sinovima.  
Uz neuspjeli brak i gubitak filmske neovisnosti, Keaton se prepušta alkoholu. Godine 1926. potrošio je 300 000 dolara na izgradnju kuće od 9000 m2 na Beverly Hillsu koju je dizajnirao arhitekt Gene Verge Sr. Kasnije je kuća bila u posjedu James Masona i Cary Granta.
Prema dokumentarcu “So Funny It Hurts” u produkciji studija Turner Classic Movies, Keaton je nakratko bio smješten u instituciju za odvikavanje od alkohola. Godine 1933., tijekom perioda ovisnosti o alkoholu, Keaton se oženio svojom medicinskom sestrom Mae Scriven, tvrdeći da se ne sjeća navedenog događaja. Mea Scriven je tvrdila kako nije znala Keatonovo pravo ime, već ga je saznala tek nakon vjenčanja. Podnijela je zahtjev za razvod 1935. godine nakon što je u hotelu Santa Barbara pronašla Keatona s Leahom Clampitt Sewell, suprugom milijunaša Bartona Sewella. Razveli su se 1936. godine,  a Keaton je imao velike financijske troškove zbog tog razvoda.
29. svibnja 1940. godine Keaton se oženio s Eleanor Norris (29. srpnja 1918. – 19. listopada 1998.) koja je od njega bila mlađa 23 godine. Spasila mu je život odnosno pomogla mu je da prestane piti i spasi karijeru. Brak je trajao do njegove smrti. Između 1947. i 1954. godine, Keaton i Norris su se redovito pojavljivali u Parizu u Ciryque Medranou u dvostrukoj predstavi. Upoznala je njegove točke toliko dobro da je često nastupala s njim na televiziji. 

## Smrt
Keaton je umro u dobi od 70 godina od raka pluća, u mjestu Woodland Hillsu u Kaliforniji.  Unatoč tome što mu je u siječnju 1966. godine dijagnosticiran rak pluća, nikad mu nije bilo rečeno da je smrtno bolestan. Keaton je mislio da se oporavlja od teškog slučaja bronhitisa. Zarobljen u bolnici tijekom posljednjih dana života, Keaton je bio jako nemiran i neprestano je koračao po sobi želeći se vratiiti kući. U jednom britanskom dokumentarcu o njegovoj karijeri, Keatonova udovica Eleanor rekla je producentima s televizije Thames kako je Keaton ustao iz kreveta i kretao se, čak je igrao karte s prijateljima koji su ga došli posjetiti dan prije nego što je umro. Sahranjen je na groblju Forest Lawn Memorial Park u Hollywood Hillsu. 

## Utjecaj i nasljeđe
Keatonu je 1959. godine dodijeljena Academy Honorary Award na 32. dodjeli nagrada koja se održala u travnju 1960. godine. Keaton ima dvije zvijezde na hollywoodskom šetalištu slavnih (Hollywood Walk of Fame): 6619 Hollywood Boulevard (za film) i 6225 Hollywood Boulevard (za televiziju). 
U filmskoj biografiji iz 1957. godine “The Buster Keaton Story”, Keatona glumi Donald O’Connor. Scenarij je napisao Sidney Sheldon, koji je ujedno i režirao film. Film se temelji na Keatonovom životu, ali sadržavao je neke pogrešne činjenice, te je sve tri Keatonove žene spojio u jedan lik. Dokumentarni film iz 1987. godine, “Buster Keaton: A Hard Act to Follow”, u režiji Kevina Briwnlowa i Davida Gilla, osvojio je dvije Emmy nagrade.
Organizacija “Međunarodnog društva Buster Keaton” osnovana je 4. listopada 1992. godine na Keatonov rođendan. Organizacija je posvećena upoznavanju javnosti o Keatonovom radu i životu, a članovi su brojni pojedinci iz televizijske i filmske industrije: glumci, producenti, autori, umjetnici, autori stripova, glazbenici, dizajneri, kao i oni koji se jednostavno dive radu Bustera Keatona. Društvo je dobilo nadimak, “Damfinos” po brodu iz Keatonove komedije “The Boat” iz 1921. godine.

Godine 1994. karikaturist Al Hirschfeld nacrtao je seriju zvijezda iz nijemih filmove za poštu Sjedinjenih Američkih Država, uključujući Rudolpha Valentina i Keatona. Hirschfeld je rekao kako je teže stvoriti karikature za moderne zvijezde nego za zvijezde nijemih filmova kao što su Laurel i Hardy (tj. Stanlio i Olio) te Keaton jer su “oni već izgledali kao karikature”.
U svom djelu “Film-arte, film-artistico”, Salvador Dali, proglasio je Keatonova djela glavnim primjerom anti-umjetničkog stvaranja filma, nazivajući ih “čistom poezijom”. Salvador Dali je 1925. godine izradio kolaž pod nazivom “Brak Bustera Keatona” s likom komičara u sjedećoj pozi, koji je gledao ravno ispred sebe dok mu se kapa odmarala u krilu.
Filmski kritičar Roger Ebert izjavio je: “Najveći klaun nijemog filma je Buster Keaton, ne samo zbog toga što je učinio, već i zbog načina na koji je to učinio. Harold Lloyd nas je mnogo nasmijavao, Charlie Chaplin nas je gurnuo dublje, ali nitko nije imao više hrabrosti od Keatona.”
U svom izlaganju o Keatonovom filmu “General”, filmski režiser Orson Welles pohvalio je Bustera Keatona kao “najvećeg od svih klaunova u povijesti filma... vrhunskog umjetnika i jednog od najljepših ljudi ikad fotografiranih.”
Redatelj Mel Brooks odao je Keatonu počast zbog velikog utjecaja koji je imao na njegove filmove: “Dugujem (Busteru) mnogo i to za dvije stvari. Prvo što je bio izvrstan učitelj za mene kao filmskog stvaratelja, a drugo što mi je omogućio gledati nadarenu osobu koja radi nevjerojatne stvari. Natjerao me da vjerujem u pretvaranje.” Također, priznao je kako je pozajmio ideju o svlačionici iz filma “Kamerman” za svoj film “Silent Movie”.
Glumac i kaskader Johnny Knoxville navodi Keatona kao inspiraciju za stvaranje ideja za “Jackass” projekt, te je ponovo izveo Keatonovu poznatu kaskadersku scenu za finale “Jackass Number 2”.
Komičar Richard Lewis izjavio je da je Keaton njegova glavna inspiracija i govorio je o bliskom prijateljstvu s Keatonovom udovicom Eleanor. Lewisa je posebno dirnula činjenica da mu je Elenor rekla da su mu oči nalik na Keatonove.
Godine 2012. Kino Lorber objavilo je “Ultimativnu Buster Keaton” zbirku” filmova, 14 Blu-ray diskova s Keatonovim djelima, uključujući njegovih 11 igranih filmova.
16. lipnja 2018. godine “International Buster Keaton Society” postavilo je ploču na uglu zajedničkog gradskog bloka (1021 Lillian Ave) gdje su nastale njihove brojne nijeme komedije, u čast na Keatona i Charlesa Chaplina. U čast tom događaju Los Angeles je taj datum proglasio danom Bustera Keatona.
Godine 2018. redatelj Peter Bogdanovich objavio je dokumentarni film o Keatonovom životu, karijeri i nasljeđu “Veliki Buster”.

## “Pork pie” šeširi
Keaton je tijekom karijere dizajnirao i modificirao vlastite šešire - pork pie hats. Godine 1964. rekao je sugovorniku da je pravljenje šešira započeo sa svojim dobrim prijateljem Stetsonom. Šeširi su često bili uništavani tijekom Keatonovih ludih scena u filmovima. Neki šeširi su poklonjeni, a neke su ugrabili lovci na suvenire. Keaton je izjavio kako je imao sreće ako bi za snimanje filma koristio samo šest šešira. Također, procijenio je da je zajedno sa suprugom Eleanor izradio tisuće šešira, te da ga je u razdoblju nijemog filma takav šešir koštao oko dva dolara (~ 25-30 USD u 2018. godini), a u vrijeme intervjua su ga koštali gotovo 13 dolara po komadu (~ 105 USD u 2018. dolara).

## Vanjske poveznice
- Buster Keaton u internetskoj bazi filmova IMDb-u (engl.)
- Provocative Penguin Five Easy Clips Presents Buster Keaton (na engleskom jeziku)